# Opera babes
Opera babes (с англ. — «Оперные детки») — британская классическая кроссоверная музыкальная группа, созданная в 2001 году дуэтом певиц Карен Ингланд (Karen England, родилась в 1974), меццо-сопрано, и Ребекки Найт (Rebecca Knight, родилась в 1970), сопрано.
Девушки познакомились в Кембридже на гастролях оперной труппы. В 2001 начали вместе выступать в Ковент-Гарден, где их впервые заметили и предложили записать первый альбом. Стали известны за исполнение «Un bel dì vedremo» («One fine day we shall see»), песни, которую ITV использовало для их программы Кубка Мира в 2002 году и финале Лиги чемпионов УЕФА в Милане.
Первый альбом За гранью воображения (Beyond Imagination) вышел в 2002 (занимал первое место в британском классическом чарте 11 недель и разошелся более 1,5 млн копий), в 2006 году выпущен второй альбом Ренессанс (Renaissance), получивший статус золотого за первую неделю продаж.
Давали концерты с множеством различных известных оркестров, выступали на многих крупных событиях в Великобритании, а также в оперном театре Лос-Анджелеса вместе с Пласидо Доминго.
Альбомы:
- За гранью воображения (Beyond Imagination), Sony, 2002.
- Ренессанс (Renaissance), Instant Karma UK, 2006.